# Présidial de Guéret
Le présidial de Guéret est un édifice situé dans la ville de Guéret, dans le département de la Creuse, en région Nouvelle-Aquitaine.

## Histoire
Les parties du XVIIe siècle comprenant le portail sur la place du Marché, les façades en retour d'équerre construites en granit et décorées de pilastres et cartouches, l'escalier en pierre et la salle à rez-de-chaussée de l'aile avançante sont inscrits au titre des monuments historiques par arrêté du 26 juillet 1934.
Il ne reste que la partie Est de l’hôtel de ville datant du XVIIe siècle, il servait de palais de justice au présidial et à la sénéchaussée de la Marche jusqu'à la Révolution, ensuite de palais de justice au tribunal et à la cour d'assises de la Creuse jusqu'en 1835.

## Description
Il est composé d'une façade en retour d'équerre est bâtie en pierres de taille de granit, avec pilastres encadrant les ouvertures, un cartouche sculpté au-dessus d'une fenêtre, un bandeau et une torsade sculptée. L'escalier est en pierre à paliers avec doubleaux plein cintre, la salle du rez-de-chaussée de l'aile avançant en surélévation, a conservé une cheminée ancienne et son plafond à poutres apparentes. Le portail, sur la place du Marché, donnant accès au passage qui conduit au bâtiment, est orné de pilastres.